# Pogonocherus plasoni
Pogonocherus plasoni là một loài bọ cánh cứng trong họ Cerambycidae.